# Výhledy (Hazlov)
Výhledy (deutsch Steingrün) ist ein Ortsteil der Gemeinde Hazlov in Tschechien.

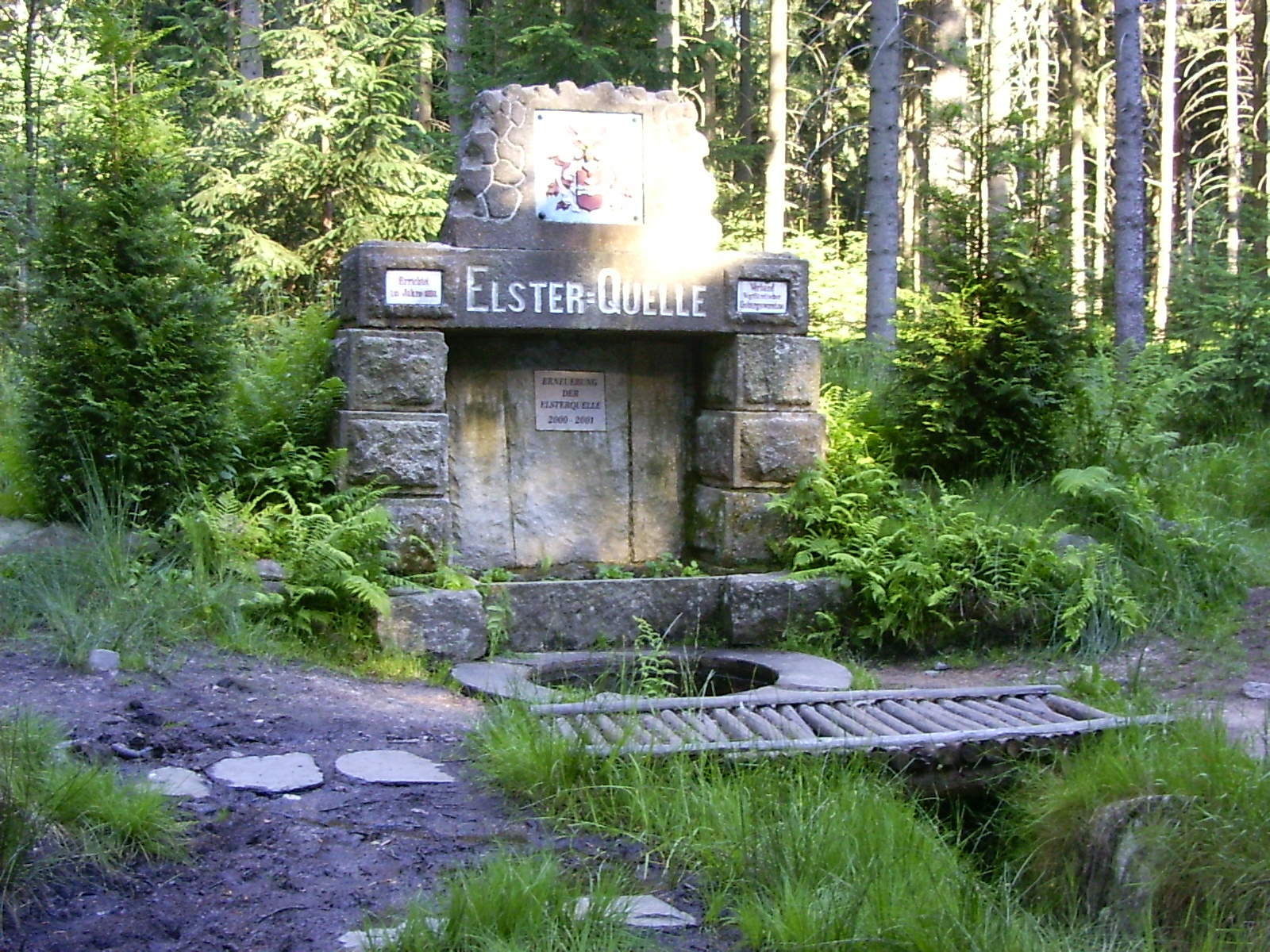
Elsterquelle

## Geografie

### Geographische Lage
Výhledy liegt etwa 400 Meter westlich der tschechisch-deutschen Staatsgrenze. Knapp anderthalb Kilometer westlich vom sächsischen Bärendorf und zweieinhalb Kilometer vom ebenfalls zu Bad Brambach gehörende Schönberg entfernt. Gegenüber beiden Orten ist Výhledy durch dichten Wald abgeriegelt, es existiert keine direkte Straßenverbindung. In einem Waldstück nördlich von Výhledy liegt die Quelle der Weißen Elster.

### Nachbargemeinden
Anderthalb Kilometer südlich liegt Skalka, im Westen erreicht man nach drei Kilometern Nebesa. Im Norden existiert im nahen Umkreis keine nennenswerte Besiedlung. 

## Einwohnerentwicklung
| Jahr | Einwohnerzahl |
| ---- | ------------- |
| 1869 | 689           |
| 1880 | 734           |
| 1890 | 709           |
| 1900 | 638           |
| 1910 | 568           |

| Jahr | Einwohnerzahl |
| ---- | ------------- |
| 1921 | 494           |
| 1930 | 572           |
| 1950 | 90            |
| 1961 | 87            |
| 1970 | 67            |

| Jahr | Einwohnerzahl |
| ---- | ------------- |
| 1980 | 50            |
| 1991 | 37            |
| 2001 | 37            |
| 2011 | 48            |